# Perico (ort i Argentina)
Perico är en ort i Argentina.   Den ligger i provinsen Jujuy, i den norra delen av landet, 1 300 km nordväst om huvudstaden Buenos Aires. Perico ligger 942 meter över havet och antalet invånare är 49 422.
Terrängen runt Perico är huvudsakligen platt, men åt nordost är den kuperad. Perico är det största samhället i trakten.
Omgivningarna runt Perico är en mosaik av jordbruksmark och naturlig växtlighet. I huvudsak planteras tobak men andra grödor påträffas också. Runt Perico är det ganska tätbefolkat, med 104 invånare per kvadratkilometer.